# Деттіфосс
Де́ттіфосс (ісл. Dettifoss [/ˈtɛhtɪfɔs/]) — водоспад у Національному парку Ватнайокутль у південно-східній Ісландії, що є найпотужнішим водоспадом Європи.

## Загальні відомості
Він розташований на річці Єкулса-а-Ф'єтлум (ісл. Jökulsá á Fjöllum), яка витікає з льодовика Ватнайокутль та збирає воду зі значної території південно-східної Ісландії. Водоспад має 100 м в ширину та має висоту падіння 45 м у каньйон Єкулсаурґлювур (ісл. Jökulsárgljúfur). Це найбільший водоспад Європи за обсягом потоку води, з середньою витратою води 193 м³/с.

## Туризм
Деттіфосс розташований на Діамантовому колі, популярному туристичному маршруті довкола міста Хусавік та озера Міватн в північній Ісландії.
До водоспаду можна дістатися асфальтованою дорогою. На західному березі немає жодних виго́д, і вид на водоспад деякою мірою обмежений бризками водоспаду. На східному березі є інформаційна панель, яку підтримують працівники Національного парку Ватнайокутль і облаштований шлях до найкращих спостережних точок.

## У медіа
Натхненний водоспадом, Йон Лейфс написав музичну композицію «Деттіфосс» (Op.57).
Водоспад також з'явився у науково-фантастичному фільмі «Прометей», у ландшафті зародкової землеподібної планети.

## Галерея

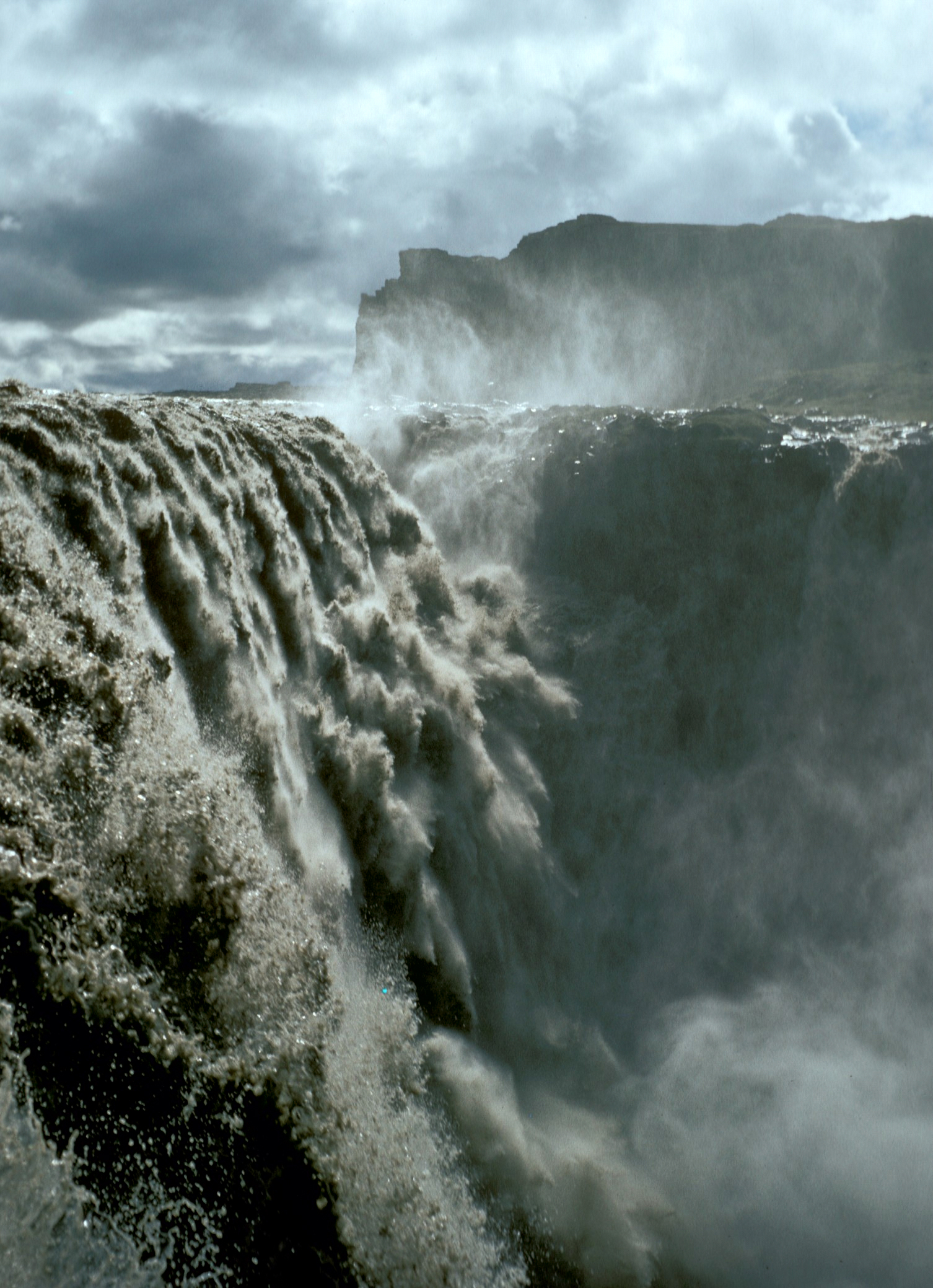
Деталізований вигляд водоспаду
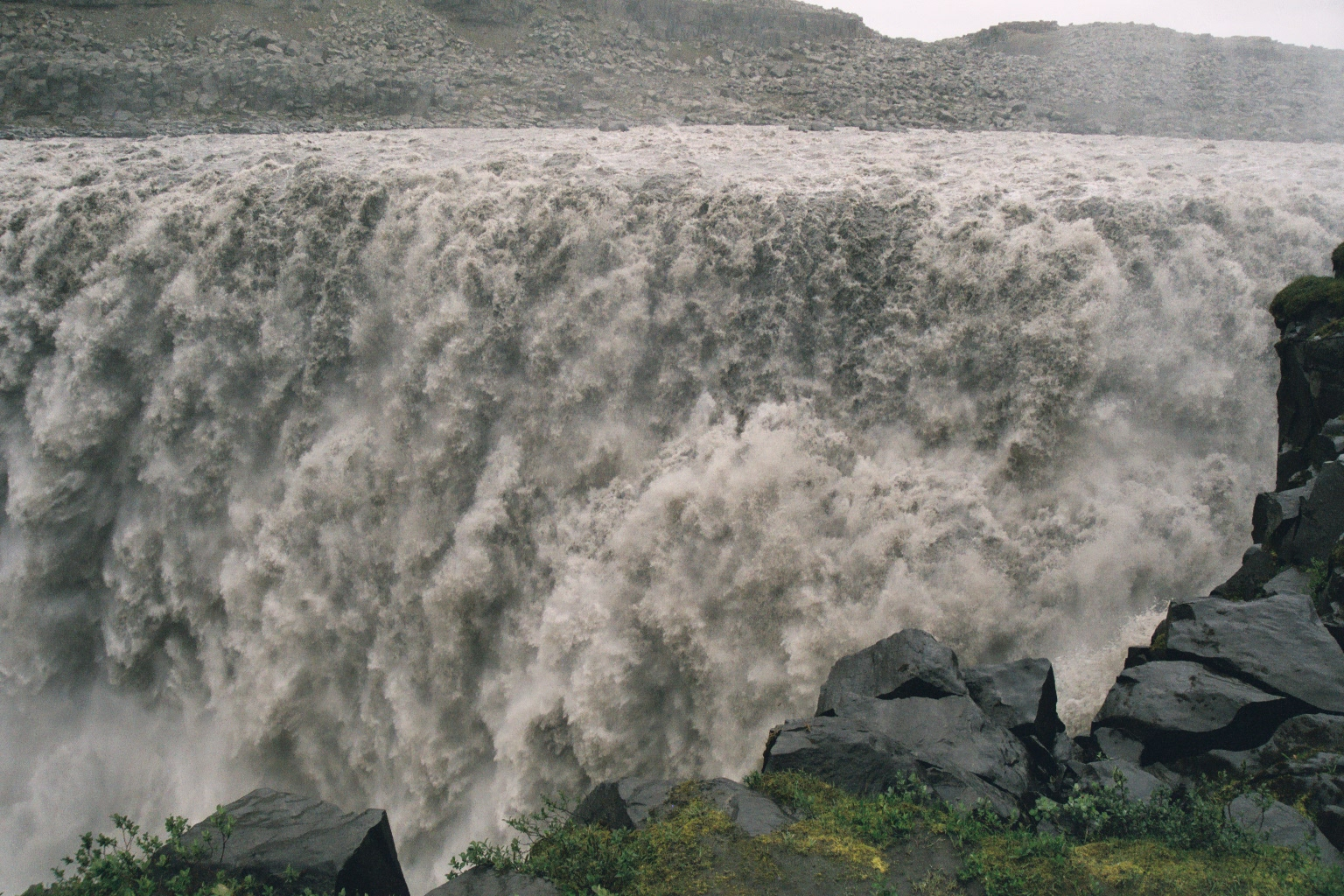
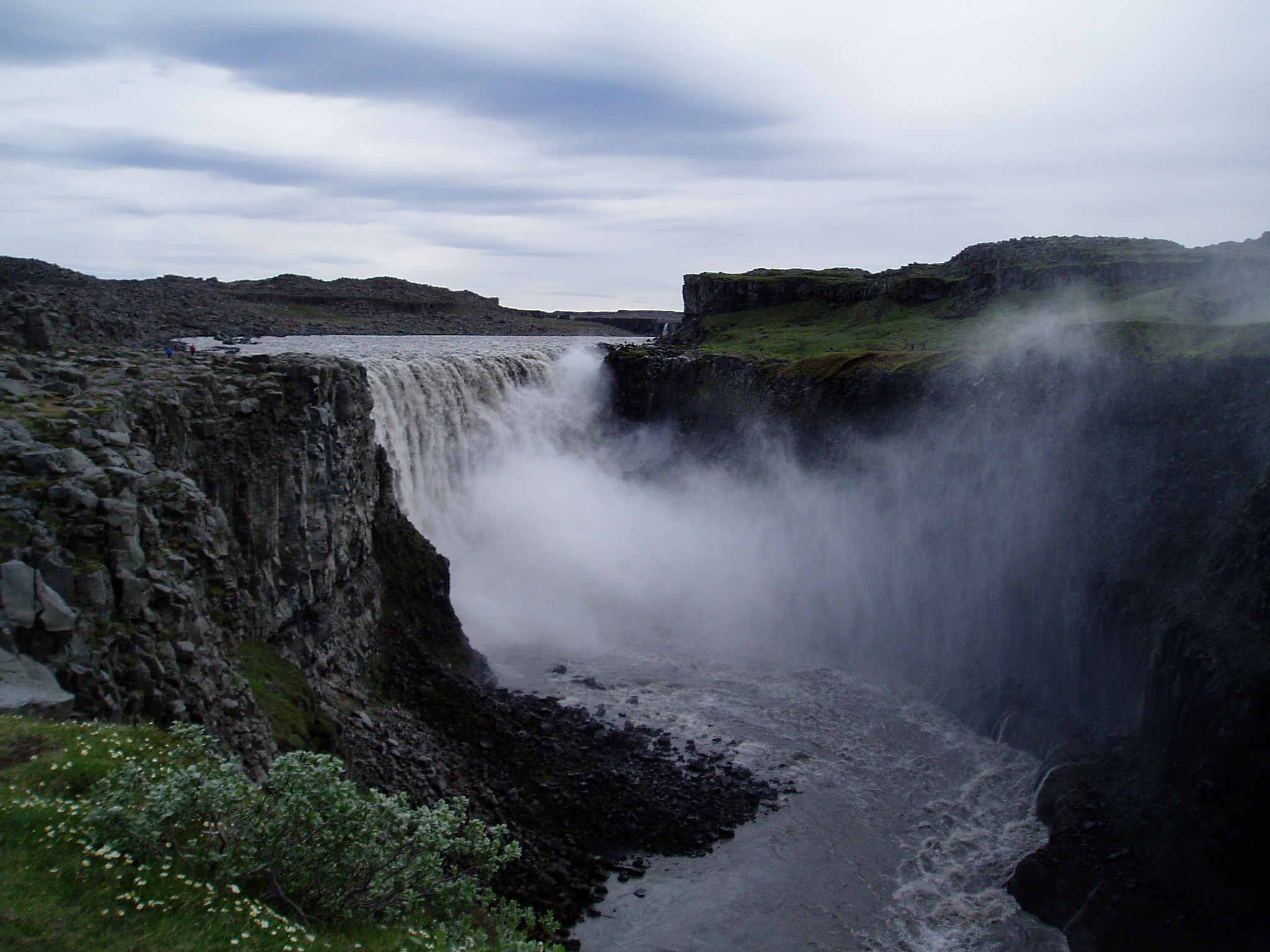
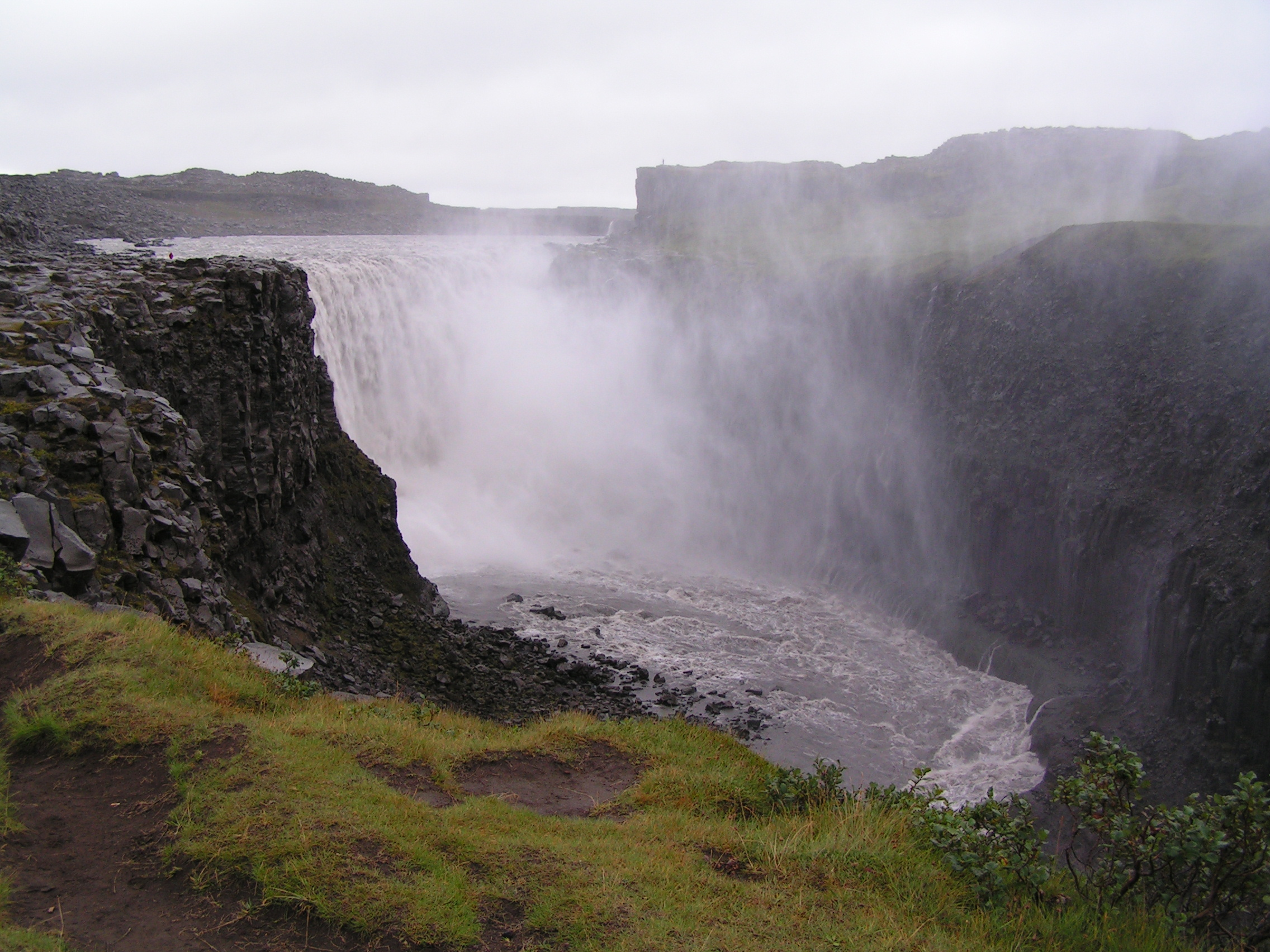
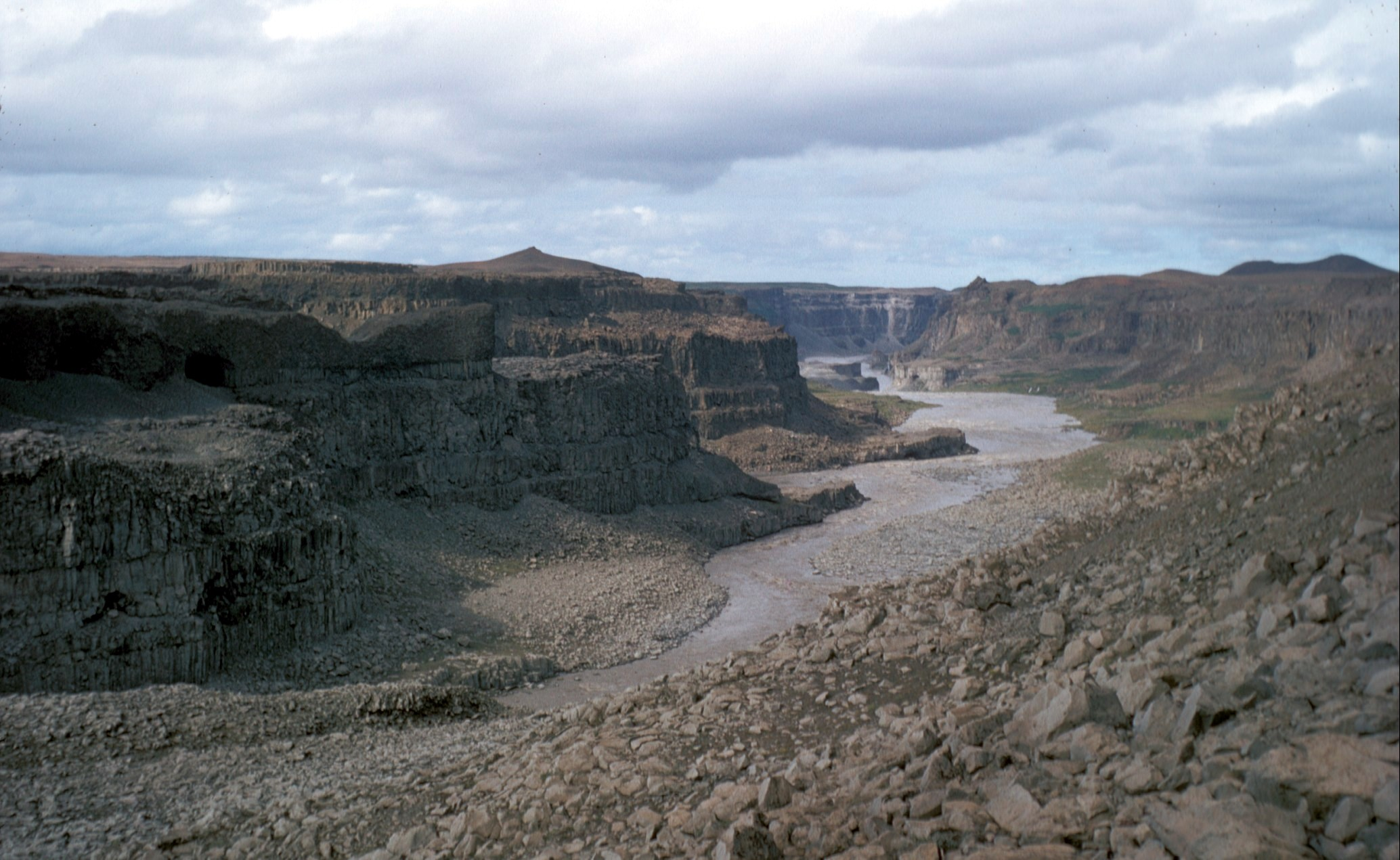